# والنتینا چرکاسوا
والنتینا چرکاسوا (روسی: Валентина Владимировна Черкасова؛ زادهٔ ۲۲ ژوئن ۱۹۵۸) تیرانداز اهل اتحاد جماهیر شوروی سوسیالیستی است.